# تشریفات (دیپلماسی)
در روابط بین‌الملل تشریفات
یا پروتکل (به انگلیسی: Protocol) به مجموعهٔ آداب و آیین دیپلماسی در روابط بین دولت‌ها گفته می‌شود.

تشریفات قاعده‌ای است که شرح می‌دهد چگونه باید یک فعالیت در زمینه دیپلماسی انجام شود. در خدمات دیپلماتیک تلاش دولت‌ها برای تشریفات اغلب دستورالعمل‌های نانوشته است. تشریفات رفتار مناسب و به‌طور کلی پذیرفته شده در امور ایالتی و دیپلماسی را مشخص می‌کنند مانند نشان دادن احترام مناسب به یک رئیس دولت و رتبه‌بندی دیپلمات‌ها به ترتیب زمانی اعتبارنامه خود.
طبق تعریف دیگر، تشریفات اغلب به عنوان مجموعه‌ای از قوانین بین‌المللی با حسن نیت ارائه می‌شود. این قوانین خوب و مقبول باعث شده زندگی مشترک ملت‌ها را آسانتر کنند. بخشی از تشریفات همیشه تأیید جایگاه سلسله مراتبی همه حاضران بوده‌است. قوانین تشریفات مبتنی بر اصول تمدن است.

## کتابشناسی
- 9789462981058&hl=en&sa=X&ved=0ahUKEwjT44OpnYTkAhVxMewKHZMsCA4Q6AEIJTAA راهنمای متخصص تشریفات بین‌المللی (An Expert's Guide to International Protocol) مقدار |پیوند= را بررسی کنید (کمک). انتشارات دانشگاه آمستردام. ۲۰۱۶. شابک ۹۷۸۹۴۶۲۹۸۱۰۵۸. دریافت‌شده در ۱۵ اوت ۲۰۱۹.
- سرز، ژان (۲۰۱۰). 9782905955043&hl=en&sa=X&ved=0ahUKEwiR4bXbnYTkAhUPC-wKHXziCSkQ6AEIJTAA راهنمای عملی تشریفات (Practical Handbook of Protocol) مقدار |پیوند= را بررسی کنید (کمک). شابک ۹۷۸۲۹۰۵۹۵۵۰۴۳. دریافت‌شده در ۱۵ اوت ۲۰۱۹.
- 0312281188&hl=en&sa=X&ved=0ahUKEwjDjtronYTkAhWqsaQKHe0yDSkQ6AEIJTAA انتخاب تمدن (Choosing Civility) مقدار |پیوند= را بررسی کنید (کمک). انتشارات سنت مارتین. ۲۰۰۲. شابک ۹۷۸۰۳۱۲۲۸۱۱۸۲. دریافت‌شده در ۱۵ اوت ۲۰۱۹.
- 9781935451167&hl=en&sa=X&ved=0ahUKEwjltL6UnoTkAhUJ_qQKHSSDBAgQ6AEIJTAA تشریفات: کتابچه راهنمای کامل دیپلماتیک (Protocol: The Complete Handbook of Diplomatic) مقدار |پیوند= را بررسی کنید (کمک). مرکز مطالعات کتاب سرخ تشریفات. ۲۰۱۳. شابک ۹۷۸۱۹۳۵۴۵۱۱۶۷. دریافت‌شده در ۱۵ اوت ۲۰۱۹.